# Michele Idvorsky Pupin
Mihajlo Idvorsky Pupin (Idvor, 9 ottobre 1858 – New York, 12 marzo 1935) è stato un fisico e chimico serbo.
La sua opera autobiografica From Immigrant to Inventor gli valse nel 1924 il Premio Pulitzer per la biografia e autobiografia.
Fu membro della Massoneria.